# B Corporation
La B Corporation (o B Corp) è un marchio, diffuso in 78 paesi e 155 settori diversi, devoluto da B Lab, ente no profit statunitense.
Per ottenere e mantenere il marchio B Corp, le aziende devono raggiungere un punteggio minimo su un questionario di analisi delle proprie performance ambientali e sociali e integrare nei documenti statutari il proprio impegno verso gli stakeholder, ad esempio adottando lo status giuridico di Benefit Corporation, in Italia società benefit. Il costo annuale del processo di convalida di B Lab varia tra i 1000 € ed i 50.000 €.[1] A febbraio 2022 esistono più di 4500 B Corp in 155 settori e 78 paesi diversi[2].

## Scopo
Lo scopo del movimento globale delle B Corp è fare in modo che la performance ambientale e sociale delle aziende sia misurata in maniera tanto solida quanto i risultati economici. Il marchio B Corp è uno strumento che richiede alle aziende di rispettare elevate performance di sostenibilità sociale e ambientale e di rendere trasparente pubblicamente il punteggio ottenuto attraverso il protocollo B Impact Assessment. Il marchio B Corp si applica all'intera azienda, comprende tutte le linee di prodotto o servizio e tutte le aree aziendali. Qualsiasi azienda è potenzialmente ammissibile per ottenere il marchio.

### Vantaggi
- Ottenere un benchmark delle proprie performance ambientali e sociali rispetto alle altre aziende
- Accedere a convenzioni, sconti e campagne globali per l'azienda e per i dipendenti.[1]
- Per l'azienda è più facile ottenere il marchio B Corp® rispetto ad ottenere lo stato giuridico di Benefit corporation ove esistente
- Differenziarsi sul mercato
- Attrarre talento
- Avere accesso a tecnologie e competenze
- Risparmiare e migliorare i risultati economici
- Attrarre investimenti
- Proteggere la missione aziendale

### Svantaggi
- La valutazione di B Lab e i dati forniti non sono interamente pubblici, ma lo è solo una sintesi sui risultati delle aree di impatto valutate e il punteggio numerico finale.
- Alcune aziende trovano il questionario rigoroso e difficile da completare e soddisfare.[2] Comunque circa 190.000 aziende hanno completato il B Impact Assessment,[3] ovvero il primo step per l'auto dichiarazione.[4]
- B Lab non è un Organismo di certificazione accreditato IAF e il modello adottato non è uno standard ISO.

### Distinzione tra Benefit Corporation e società benefit
- Il marchio B Corp è emesso da un'organizzazione privata (B Lab) e non ha valenza di legge[5] diversamente dallo stato giuridico di Benefit Corporation conferito dalla legislazione americana e da quella italiana come società benefit dal 1º gennaio 2016.
- Per ottenere il marchio B Corp non è necessario ottenere lo stato giuridico di Benefit Corporation o società benefit, tuttavia per mantenerlo, se la legge in materia è disponibile, l'azienda si deve trasformare in società benefit.[5]
- Lo stato giuridico di Benefit Corporation è stato approvato in 35 paesi americani, incluso il Delaware e in Italia, primo stato al mondo ad approvare la forma giuridica di società benefit.[6]

## Processo di Self Assessment

### Questionario di analisi delle performance
Per ottenere il marchio l'azienda completa il questionario B Impact Assessment: uno strumento di analisi on-line, gratuito e confidenziale. Le aziende che raggiungono il punteggio minimo di 80 punti su 200 sono sottoposte a verifica tramite un processo di validazione. Per proseguire e ottenere il marchio le aziende devono produrre la documentazione di supporto.
Lo strumento copre tutti gli ambiti dell'azienda e misura gli impatti positivi nelle aree di governance aziendale, risorse umane, comunità, ambiente oltre al prodotto o servizio offerto. Fornisce indicazioni utili sulla performance economica, sociale e ambientale dell'azienda, anche senza avviare il processo di self assessment. L'azienda che attraverso il proprio modello di business riduce problemi ambientali o sociali viene premiata per le aree di impatto di maggior rilievo (governance aziendale, risorse umane, comunità, ambiente). A seconda del settore, della posizione geografica e del numero di dipendenti il questionario on-line regola i coefficienti delle domande per aumentare o diminuire la loro rilevanza. Per esempio, le aziende con più dipendenti avranno un coefficiente più pesante nella categoria risorse umane e aziende del settore manifatturiero avranno un coefficiente più pesante nella categoria ambiente.
Lo standard B Corp opera in base a principi di indipendenza, completezza, comparabilità, dinamicità e trasparenza. B Lab ha un consiglio indipendente che può decidere autonomamente, con o senza il supporto di B Lab. Da maggio 2014, 28 dei 30 membri hanno reso pubblica la loro appartenenza aziendale. Il consiglio suggerisce miglioramenti del questionario su base biennale seguito da una fase di consultazione pubblica di 30 giorni che precede la distribuzione di una nuova versione. Il questionario è disponibile in italiano, inglese, francese, spagnolo e cinese.

### Requisiti legali
L'auto dichiarazione richiede alle aziende di integrare il proprio impegno verso gli stakeholder nei documenti statutari. Negli Stati Uniti le modalità per le modifiche statutarie variano a seconda dello Stato in cui sono incorporate. Molti stati hanno ora la possibilità di adottare la struttura giuridica di Benefit Corporation, che soddisfa anche i requisiti di B Lab per il marchio B Corp. Le modifiche ai documenti statutari includono:
- La dichiarazione esplicita nell'atto costitutivo o nello statuto di: "prendere in considerazione gli interessi degli stakeholder.[11]
- Definire gli "stakeholder" come i dipendenti, la comunità, l'ambiente, i fornitori, i clienti e gli azionisti.[11][12]
- Nessuna gerarchia degli "stakeholder" uno rispetto all'altro.[13]
- Garantire che i valori aziendali possano essere mantenuti nei cambi di management, di proprietà o degli investitori.[11][14]

Il marchio B Corp permette la segretezza dello statuto.

## Adozione internazionale
A febbraio 2022 ci sono più di 4500 B Corp in 155 settori e in 78 paesi, inclusa l'Italia, dove se ne contano 140, Canada, Australia, Sud Africa e Afghanistan.
La comunità più attiva fuori dagli Stati Uniti è il Sistema B in America Latina. Dal 2012 Sistema B è stato l'equivalente del movimento B Corp per l'America Latina, includendo Argentina, Brasile, Cile e Colombia e ha adattato le metriche di valutazione al contesto di ciascun paese. B Lab sta supportando Sistema B anche nell'introduzione dello stato giuridico di Benefit Corporation nei sistemi legislativi locali.
Nel 2013 è nato B Lab Europe e in Europa ci sono oltre 700 B Corp.